# Балыктыколь (Карагандинская область)
Балыктыколь (каз. Балықтыкөл) — село в Нуринском районе Карагандинской области Казахстана. Административный центр и единственный населённый пункт Балыктыкольского сельского округа. Код КАТО — 355235100.

## Население
В 1999 году население села составляло 872 человека (460 мужчин и 412 женщин). По данным переписи 2009 года, в селе проживало 219 человек (116 мужчин и 103 женщины).